# Heliozela
Heliozela Herrich-Schäffer, 1853 è un genere di lepidotteri, appartenente alla famiglia Heliozelidae, diffuso in Eurasia, Oceania, America Settentrionale e Centrale.

## Etimologia
Il nome del taxon è dovuto alla combinazione del termine greco ἤλιος (hélios) = sole, con quello tardo latino zelare = desiderare, per il fatto che queste falene sono solite volare alla piena luce del sole.

## Descrizione

### Adulto
Si tratta di minuscole falene diurne, piuttosto primitive, con nervatura alare di tipo eteroneuro, ma con apparato riproduttore femminile provvisto di un unico orifizio, sia per l'accoppiamento, sia per l'ovodeposizione.

#### Capo
Il capo presenta parecchie scaglie piliformi addossate alla capsula cefalica in prossimità del vertice.
Gli occhi sono glabri. Gli ocelli sono assenti, come pure i chaetosemata. I palpi mascellari sono molto ridotti, con cinque articoli e privi di invaginazioni; quelli labiali sono pendenti, sottili e trisegmentati; la spirotromba è completa e munita di scaglie in prossimità della base.
Le antenne sono poco più corte della costa dell'ala anteriore: sono sottili e non ciliate. Lo scapo non presenta un pecten.

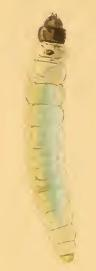
Larva di Heliozela resplendella

#### Torace
Le ali sono lanceolate, spesso grigio-brunastre, con macchie argentate su parte dell'ala anteriore, nella quale il tornus non è individuabile. L'ala posteriore presenta apice appuntito, è più corta dell'anteriore e adorna di una lunga peluria. Si osserva una marcata riduzione delle nervature alari, sia longitudinali, sia trasversali: nell'ala posteriore, la trasversale M-CuA è assente, mentre l'anale è singola. Il settore radiale (Rs) è inoltre ridotto, ed anche media e cubito non sono ramificate.
L'accoppiamento alare è di tipo frenato (con frenulum più robusto nei maschi), mentre è presente l'apparato di connessione tra ala anteriore e metatorace; si può inoltre riscontrare un ponte precoxale.
L'apertura alare può variare da 5 a 8 mm, a seconda della specie.
Nelle zampe, l'epifisi è presente, mentre gli speroni tibiali hanno formula 0-2-4.

#### Addome
In questo taxon è presente il processo tergosternale sul primo segmento addominale, tipico della maggior parte degli Adeloidea.
L'apparato genitale maschile rivela, su ogni valva, una struttura a pettine detta pectinifer.

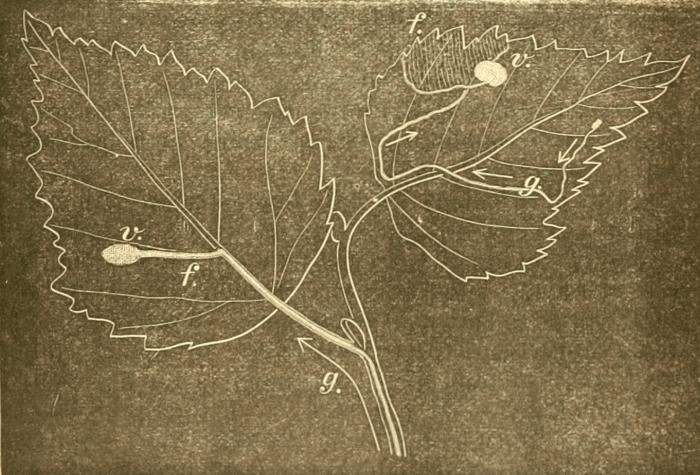
Mina fogliare di Heliozela hammoniella

Nel genitale femminile, l'ovopositore è ben sviluppato e di tipo perforante, tipico degli Adeloidea, al fine di permettere l'inserimento delle uova all'interno dei tessuti fogliari della pianta ospite.

### Uovo
Le uova, inserite singolarmente nei tessuti della pianta ospite, assumono la forma della "tasca" che le ospita.

### Larva
Il bruco possiede un capo prognato e non più di cinque stemmata.
Le zampe toraciche sono assenti, sebbene in alcune specie possano essere rudimentali o addirittura sviluppate, come nel caso della nordamericana Heliozela aesella; le pseudozampe sono quasi sempre assenti o vestigiali, con uncini (quando presenti) disposti su file multiple. Spesso al posto delle pseudozampe si notano dei calli ambulacrali. Uno o più calli possono essere riscontrati anche dorsalmente, sull'ottavo segmento addominale.

### Pupa
La pupa o crisalide, spesso lunga solo 2 o 3 mm, è exarata con antenne corte ed un lungo labrum, che si spinge fin oltre i palpi labiali. Le appendici sono libere e ben distinte, mentre la maggior parte dei segmenti addominali sono mobili (pupa dectica).

## Biologia

### Comportamento
Le uova vengono deposte una per volta, solitamente al di sotto dell'epidermide di un ramoscello della pianta ospite, talvolta anche direttamente nel picciolo di una foglia.
La larva, che è una minatrice fogliare, si fa strada verso il picciolo e poi verso la lamina della foglia, producendo caratteristiche mine fogliari. Queste ultime possono avere percorso serpentiniforme (ofionomi) oppure possono apparire come chiazze espanse, dai bordi più o meno lineari (stigmatonomi o fisonomi). In alcune specie, la larva scava inizialmente all'interno delle nervature della foglia, prima di passare al parenchima della lamina vera e propria. Al termine della fase di accrescimento all'interno delle mine, la larva costruisce un involucro ovale a partire da due lembi di epidermide fogliare, che lascia come ultimo risultato una sorta di foro ovoidale nella pagina della foglia; a questo punto si lascia cadere verso il fusto della pianta ospite o sul terreno, ove porta a termine il proprio sviluppo.
L'impupamento avviene quasi sempre sul terreno, ma in alcune specie il bozzolo rimane adeso ai ramoscelli della pianta nutrice.

### Alimentazione
Le larve di Heliozela si accrescono su un ampio spettro di piante nutrici, con diverse specie polifaghe che, in alcuni casi, si cibano di tutti i membri di uno o più generi, oppure una singola essenza in particolare. Fa seguito un elenco parziale di generi e specie attaccati da questi bruchi:
- Alnus glutinosa L. (Betulaceae)
- Betula papyrifera Marsh. (Betulaceae)
- Betula pubescens Ehrh. (Betulaceae)
- Callistemon R.Br. (Myrtaceae)
- Castanea crenata Siebold & Zucc. (Fagaceae)
- Eucalyptus L'Hér. (Myrtaceae)
- Nauclea orientalis (L.) L. (Rubiaceae)
- Quercus petraea (Mattuschka) Liebl. (Fagaceae)
- Quercus pubescens Willd. (Fagaceae)
- Quercus robur L. (Fagaceae)
- Quercus serrata Murray (Fagaceae)
- Quercus suber L. (Fagaceae)
- Vitis vulpina L. (Vitaceae)

### Parassitoidismo
Sono noti fenomeni di parassitoidismo ai danni di larve di Heliozela hammoniella, da parte dell'imenottero braconide Colastes braconius Haliday, 1833.

## Distribuzione e habitat
Il genere Heliozela è presente in Eurasia, Oceania, America Settentrionale e Centrale.
L'habitat è rappresentato da boschi e foreste a latifoglie.

## Tassonomia
Heliozela Herrich-Schäffer, 1853 - Syst. Bearb. Schmett. Europ. 5: 15 (chiave), 56, 315 - specie tipo: Aechmia metallicella Zeller, 1839 - Isis, Leipzig 32: 204 = Heliozela sericiella (Haworth, 1828) - Lep. brit. 4: 585

### Specie
Il genere comprende 29 specie; di queste, solo quattro sono presenti in Europa, mentre due sono diffuse nell'Italia peninsulare (presenti anche in Sicilia, ma non in Sardegna). Non sono noti endemismi italiani.
- Heliozela aesella (Chambers, 1877) - Canad. Ent. 9: 108 (Canada e Stati Uniti d'America)
- Heliozela ahenea Walsingham, 1897 - Proc. Zool. Soc. Lond. 1897: 110 (Haiti, Repubblica Dominicana e Cuba)
- Heliozela anantia Meyrick, 1897 - Proc. Linn. Soc. N. S. W. 22: 405 (Australia)
- Heliozela angulata Lee, Hirowatari & Kuroko, 2006 - Trans. Lepid. Soc. Japan 57(2): 88 (Giappone)
- Heliozela autogenes Meyrick, 1897 - Proc. Linn. Soc. N. S. W. 22: 406 (Australia)
- Heliozela biprominens Lee, Hirowatari & Kuroko, 2006 - Trans. Lepid. Soc. Japan 57(2): 87 (Giappone)
- Heliozela brevitalea Lee, Hirowatari & Kuroko, 2006 - Trans. Lepid. Soc. Japan 57(2): 83 (Giappone)
- Heliozela castaneella Kuroko, 1982 - Kodansha: 57, fig. d (Giappone)
- Heliozela catoptrias Meyrick, 1897 - Proc. Linn. Soc. N. S. W. 22: 403 (Australia)
- Heliozela crypsimetalla Meyrick, 1897 - Proc. Linn. Soc. N. S. W. 22: 404 (Australia)
- Heliozela cuprea Walsingham, 1897 - Proc. Zool. Soc. Lond. 1897: 110 (Isole Vergini Americane)
- Heliozela eucarpa Meyrick, 1897 - Proc. Linn. Soc. N. S. W. 22: 404 (Australia)
- Heliozela glabrata Lee, Hirowatari & Kuroko, 2006 - Trans. Lepid. Soc. Japan 57(2): 81 (Giappone)
- Heliozela gracilis Zeller, 1873 - Verh. z-b Ges. Wien 23: 314 (Stati Uniti d'America)
- Heliozela hammoniella Sorhagen, 1885 - Ent. Nachr. 11(22): 338 (Europa)
- Heliozela isochroa Meyrick, 1897 - Proc. Linn. Soc. N. S. W. 22: 406 (Australia)
- Heliozela limbata Lee, Hirowatari & Kuroko, 2006 - Trans. Lepid. Soc. Japan 57(2): 85 (Giappone)
- Heliozela lithargyrellum (Zeller, 1850) - Stett. Ent. Ztg. 11: 158 (Italia continentale, Sicilia, Francia continentale e Corsica)
- Heliozela microphylla Meyrick, 1897 - Proc. Linn. Soc. N. S. W. 22: 403 (Australia)
- Heliozela nephelitis Meyrick, 1897 - Proc. Linn. Soc. N. S. W. 22: 405 (Australia)
- Heliozela praeustella Deventer, 1904 - Tijds. Ent. 47: 7, tav. 1: 3 (Giava)
- Heliozela prodela Meyrick, 1897 - Proc. Linn. Soc. N. S. W. 22: 404 (Australia)
- Heliozela resplendella Stainton, 1851 - Suppl. Cat. Brit. Tin. Pter.: 6 (Europa)
- Heliozela rutilella (Walker, 1864) - List Spec. Lep. Br. Mus. 30: 1025 (Australia)
- Heliozela sericiella (Haworth, 1828) - Lep. Brit.: 585 (Europa, presente anche in Italia continentale e Sicilia) (specie tipo)
- Heliozela siderias Meyrick, 1897 - Proc. Linn. Soc. N. S. W. 22: 403 (Australia)
- Heliozela sobrinella Deventer, 1904 - Tijds. Ent. 47: 9 (Giava)
- Heliozela subpurpurea Meyrick, 1934 - Exot. Micr. 4: 466 (Giappone)
- Heliozela trisphaera Meyrick, 1897 - Proc. Linn. Soc. N. S. W. 22: 405 (Australia)

### Sinonimi
Sono stati riportati i seguenti sinonimi.
- Dyselachista Spuler, 1910 - Schmett. Eur. 2: 424 - specie tipo: Aechmia saltatricella Fischer von Röslerstamm, [1841], 1834 - Abbildungen Ber. Ergänz. Schmett. Microlepid.: 249, tav. 84 fig. 3[29]
- Heliozella Chambers, 1880 [sic] - Cincinn. Soc. nat. Hist. 2(4): 199[30]

### Alcune specie

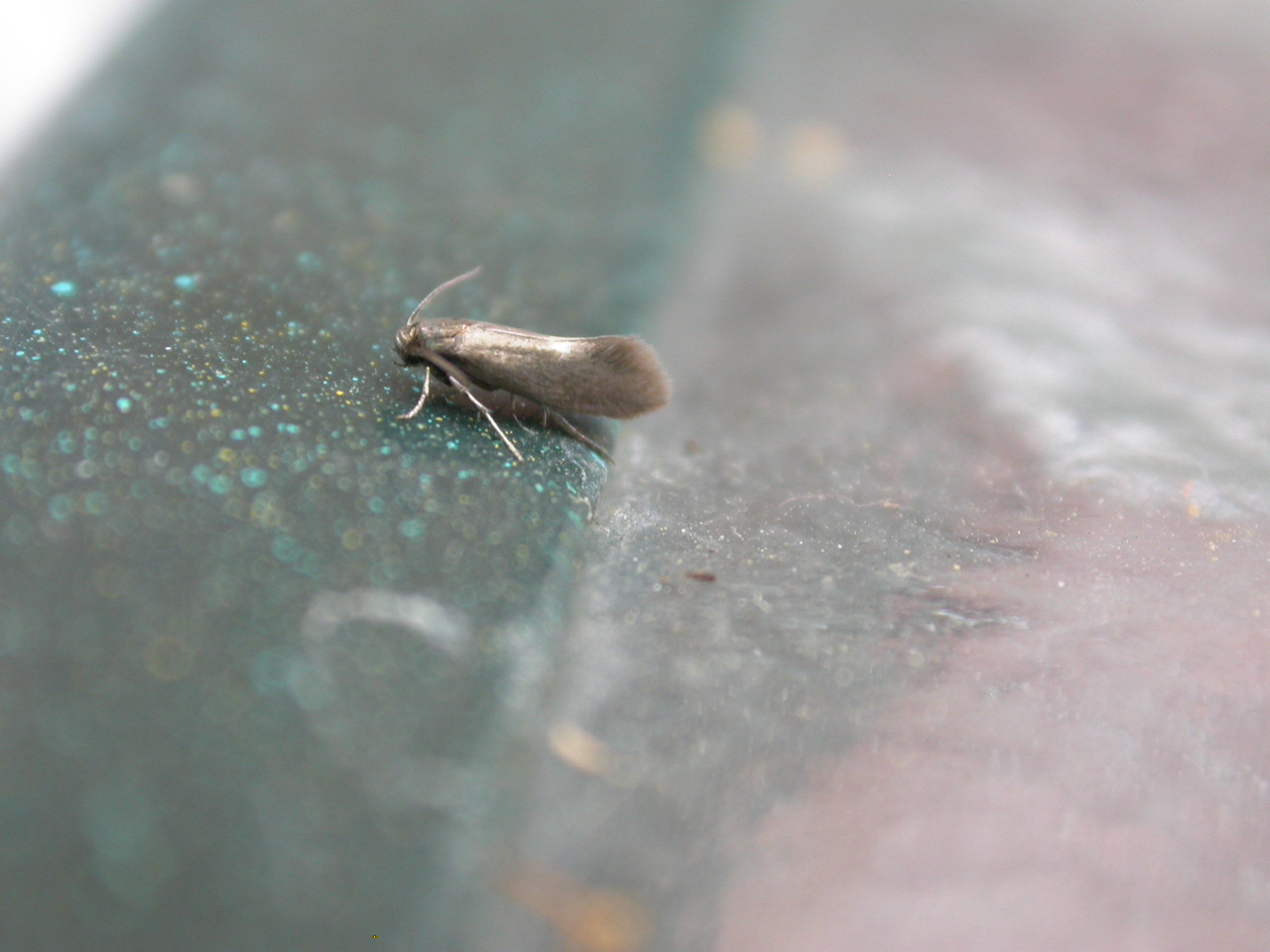
Heliozela sp.
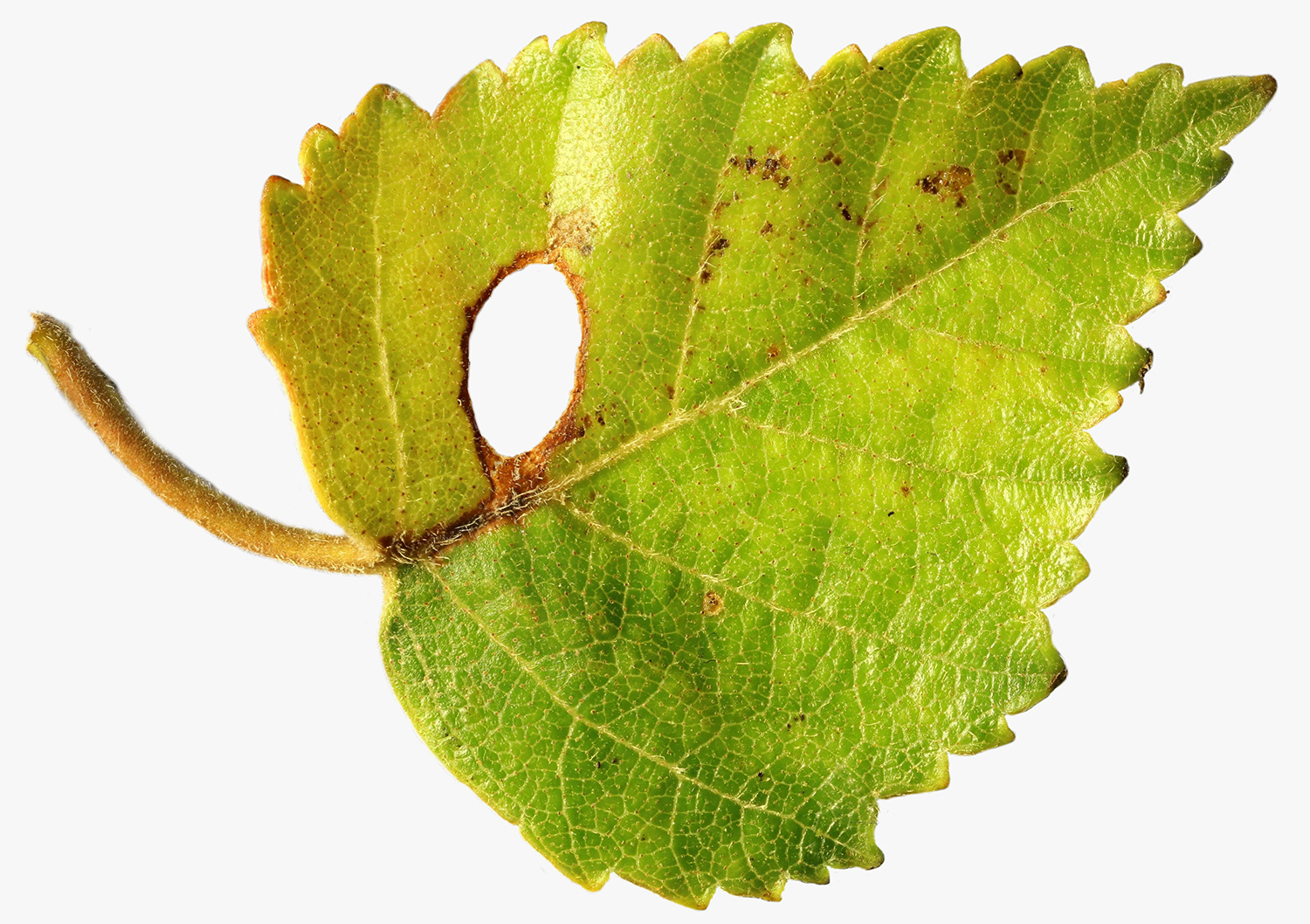
Heliozela hammoniella Mina
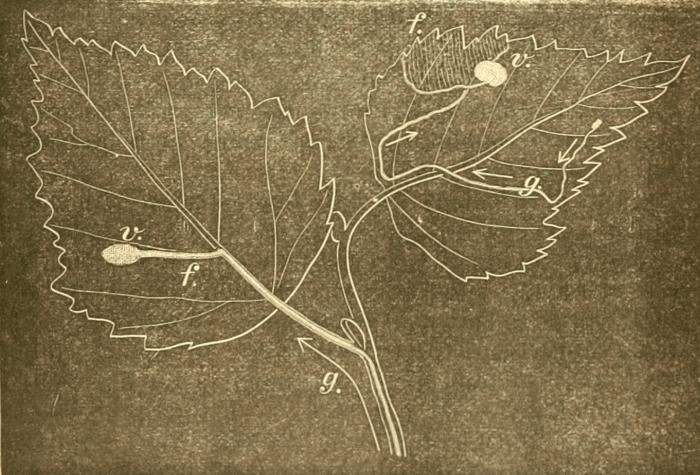
Heliozela hammoniella Schema della mina (a sinistra)
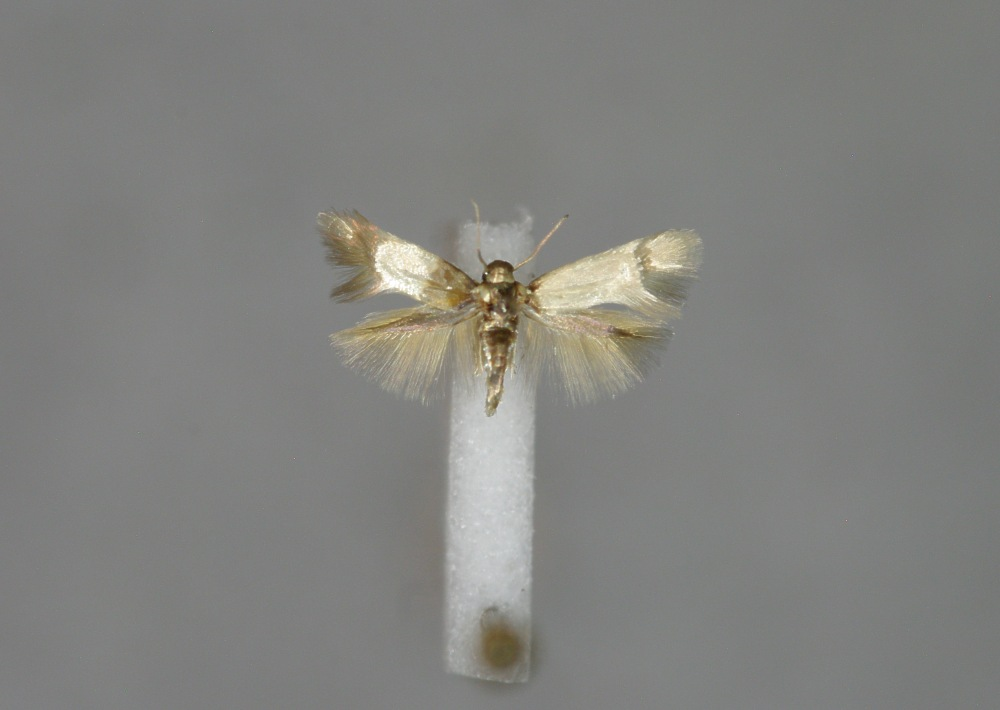
Heliozela lithargyrellum Femmina
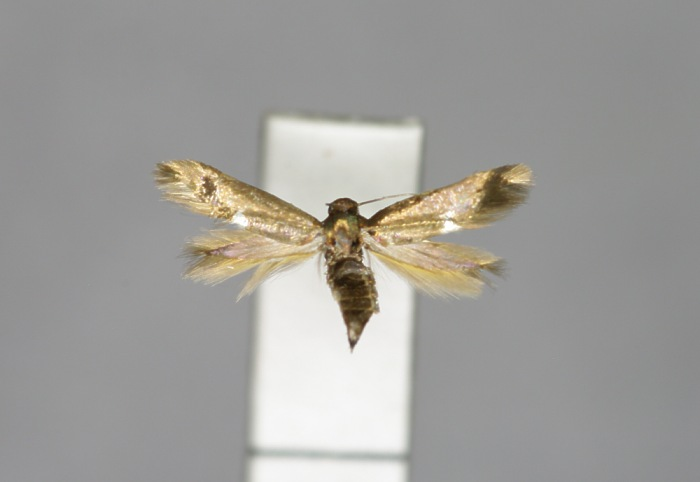
Heliozela resplendella Femmina
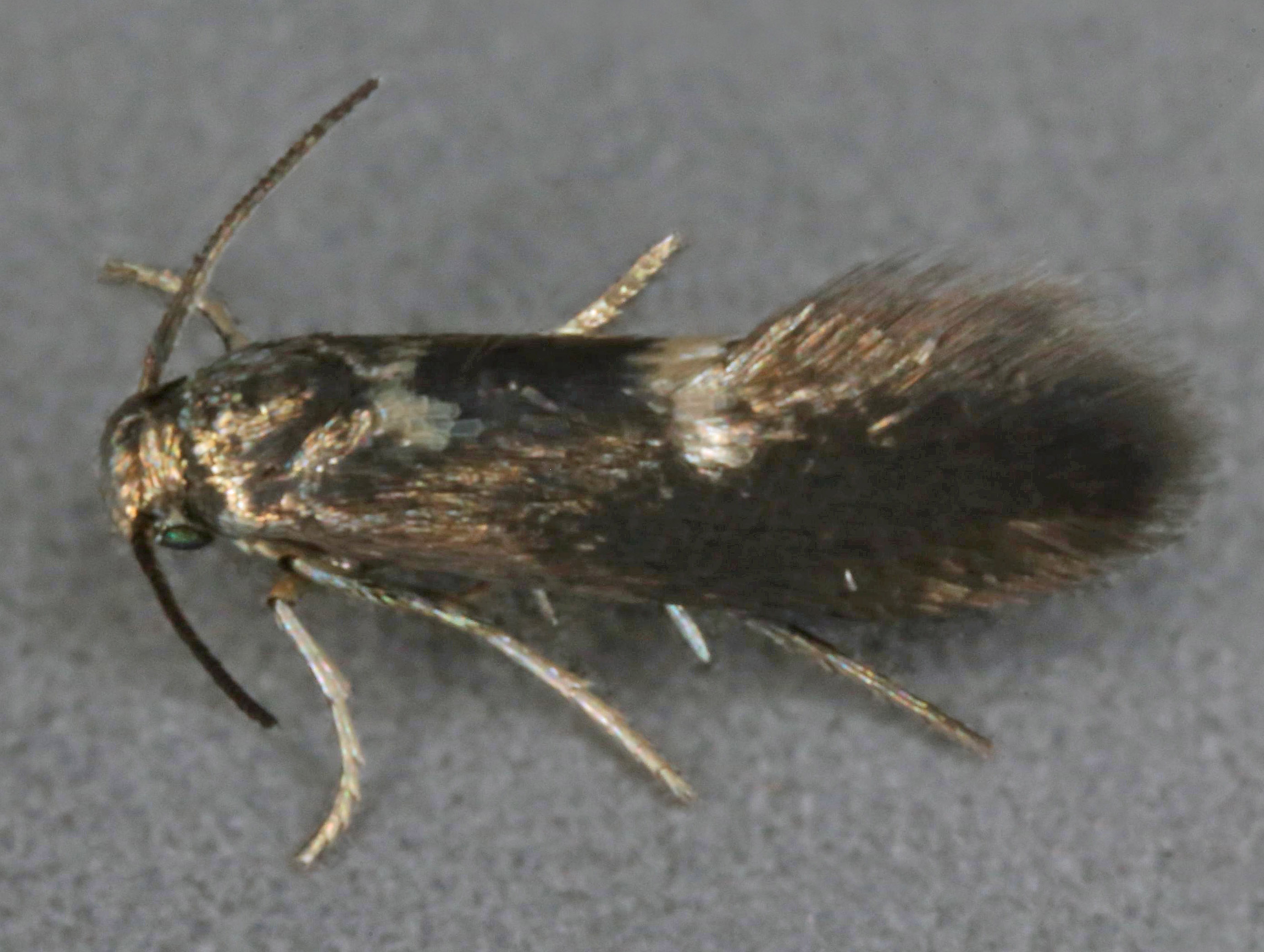
Heliozela resplendella Esemplare a riposo
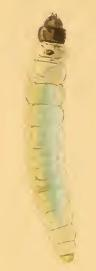
Heliozela resplendella Larva
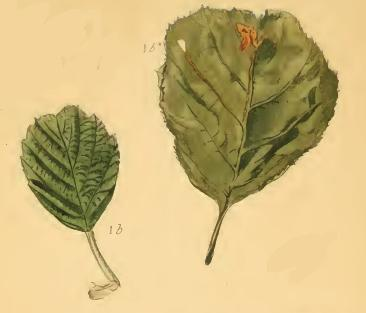
Heliozela resplendella Mine
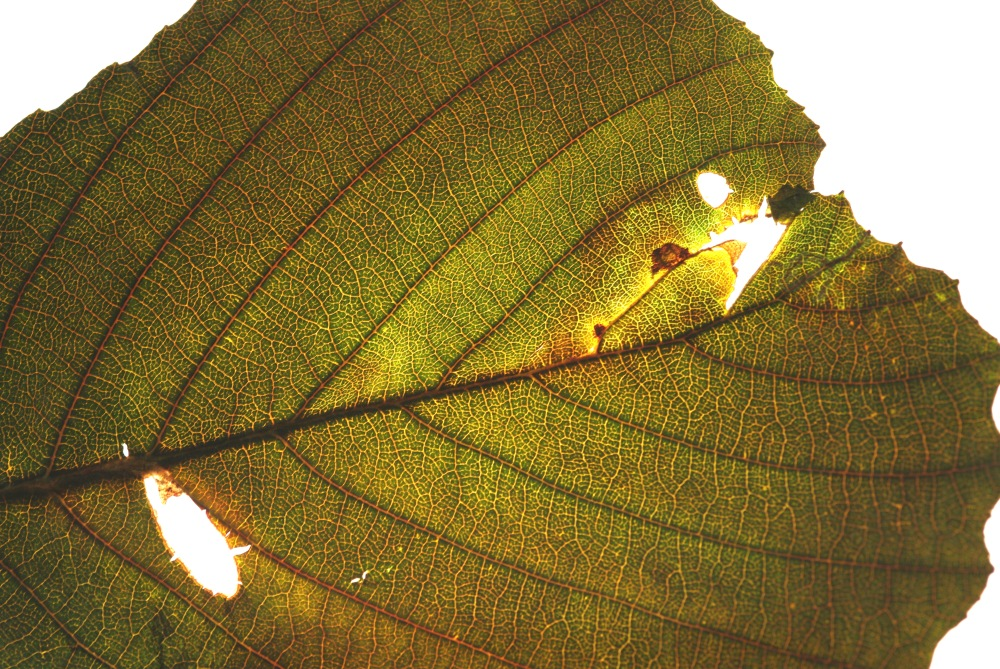
Heliozela resplendella Mine
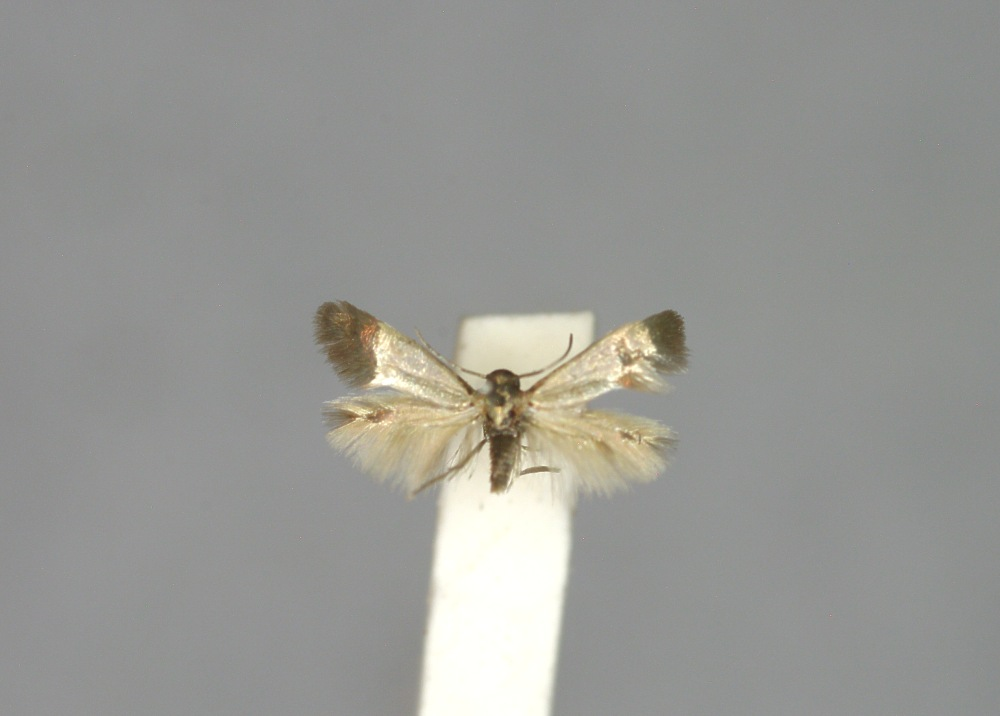
Heliozela sericiella

## Conservazione
Nessuna specie appartenente a questo genere è stata inserita nella Lista rossa IUCN.

### Pubblicazioni
- (PL) Becker, V. O., The taxonomic position of the Cecidosidae. Brèthes (Lepidoptera), in Polskie pismo entomologiczne. Seria B: Entomologia stosowana, vol. 47, Wrocław, Państowowe Wydawn. Naukowe, 1977,  pp. 79–86, ISSN 0554-6060 (WC · ACNP), OCLC 5453738.
- (EN) Brock, J. P., A contribution towards an understanding of the morphology and phylogeny of the Ditrysian Lepidoptera (abstract), in Journal of Natural History, vol. 5, n. 1, Londra, Taylor & Francis, 1971,  pp. 29–102, DOI:10.1080/00222937100770031, ISSN 0022-2933 (WC · ACNP), LCCN 68007383, OCLC 363169739.
- (EN) Chambers, V. T., Illustrations of the neuration of the wings of american Tineina (PDF), in The Journal of the Cincinnati Society of Natural History, vol. 2, n. 4, Cincinnati, The Society, gennaio 1880,  pp. 194–204, ISSN 0885-3487 (WC · ACNP), LCCN 01003088, OCLC 1554732.
- (EN) Davis, D. R., A New Family of Monotrysian Moths from Austral South America (Lepidoptera: Palaephatidae), with a Phylogenetic Review of the Monotrysia (PDF), in Smithsonian Contributions to Zoology, vol. 434, Washington D.C., Smithsonian Institution Press, 1986,  pp. iv, 202, DOI:10.5479/si.00810282.434, ISSN 0081-0282 (WC · ACNP), LCCN 85600307, OCLC 12974725.
- (EN) Davis, D. R. and Gentili, P., Andesianidae, a new family of monotrysian moths (Lepidoptera:Andesianoidea) from austral South America (PDF), in Invertebrate Systematics, vol. 17, n. 1, Collingwood, Victoria, CSIRO Publishing, 24 marzo 2003,  pp. 15–26, DOI:10.1071/IS02006, ISSN 1445-5226 (WC · ACNP), OCLC 441542380.
- (EN) Dugdale, J. S., Female Genital Configuration in the Classification of Lepidoptera (PDF), in New Zealand Journal of Zoology, vol. 1, n. 2, Wellington, 1974,  pp. 127–146, DOI:10.1080/03014223.1974.9517821, ISSN 1175-8821 (WC · ACNP), OCLC 60524666.
- (EN) Kristensen, N. P., Studies on the morphology and systematics of primitive Lepidoptera (Insecta) (abstract), in Steenstrupia, vol. 10, n. 5, Copenaghen, Zoologisk Museum, 1984,  pp. 141–191, ISSN 0375-2909 (WC · ACNP), LCCN 78641716, OCLC 35420370.
- (EN) Kristensen, N. P., Morphology and phylogeny of the lowest Lepidoptera-Glossata: Recent progress and unforeseen problems (PDF), in Bulletin of the Sugadaira Montane Research Centre, vol. 11, University of Tsukuba, 1991,  pp. 105–106, ISSN 0913-6800 (WC · ACNP), OCLC 747190906.
- (EN) Kyrki, J., Adult abdominal sternum II in ditrysian tineoid superfamities - morphology and phylogenetic significance (Lepidoptera) (abstract), in Annales entomologici Fennici / Suomen hyönteistieteellinen aikakauskirja, vol. 49, Helsinki, Suomen Hyönteistieteellinen Seura, 1983,  pp. 89–94, ISSN 0003-4428 (WC · ACNP), LCCN 91649455, OCLC 2734663.
- (EN) Lee, B.-W.; Hirowatari, T.; Kuroko, H., Five new species of the genus Heliozela Herrich-Schäffer (Lepidoptera, Heliozelidae) from Japan (PDF), in Chō to ga Tyo to ga (Transactions of the Lepidopterological Society of Japan), vol. 57, n. 2, Osaka, Nihon Rinshi Gakkai, 20 marzo 2006,  pp. 81-91, ISSN 0024-0974 (WC · ACNP), LCCN 79640633, OCLC 5182176096.
- (EN) Meyrick, E., Descriptions of Australian Microlepidoptera. XVII. Elachistidae (PDF), in Proceedings of the Linnean Society of New South Wales, vol. 22, Sydney, The Society, 1897,  pp. 297–435, DOI:10.5962/bhl.part.12726, ISSN 0370-047X (WC · ACNP), LCCN sn79005837, OCLC 1755950.
- (EN) Mosher E., A Classification of the Lepidoptera Based on Characters of the Pupa, in Bulletin of the Illinois State Laboratory of Natural History, vol. 1912, n. 2, Urbana, Illinois, Illinois State Laboratory of Natural History, marzo 1916,  p. 62, DOI:10.5962/bhl.title.70830, ISSN 0073-5272 (WC · ACNP), LCCN 16027309, OCLC 2295354.
- (EN) Nielsen, E. S. & Davis, D. R., The first southern hemisphere prodoxid and the phylogeny of the Incurvarioidea (Lepidoptera) (PDF), in Systematic Entomology, vol. 10, n. 3, Oxford, Blackwell Science, luglio 1985,  pp. 307–322, ISSN 0307-6970 (WC · ACNP), OCLC 4646400693.
- (EN) Nielsen, E. S. & Kristensen, N. P., The Australian moth family Lophocoronidae and the basal phylogeny of the Lepidoptera-Glossata (abstract), in Invertebrate Taxonomy, vol. 10, n. 6, Melbourne, CSIRO, 1996,  pp. 1199–1302, DOI:10.1071/IT9961199, ISSN 0818-0164 (WC · ACNP), OCLC 842755705.
- (EN) Shepard, H. H., The Pleural and Sternal Sclerites of the Lepidopterous Thorax (abstract), in Annals of the Entomological Society of America, vol. 23, n. 2, Lanham, Md.: ESA, 1º giugno 1930,  pp. 237–260, ISSN 1938-2901 (WC · ACNP), OCLC 179060346 (archiviato dall'url originale il 12 ottobre 2014).
- (EN) Smith, E. L., Evolutionary morphology of external insect genitalia. 1. Origin and relationships to other appendages (PDF), in Annals of the Entomological Society of America, vol. 62, n. 5, College Park, Md., 15 settembre 1969,  pp. 1051–1079, ISSN 0013-8746 (WC · ACNP), LCCN 08018807, OCLC 5722264149. URL consultato il 2 maggio 2019 (archiviato dall'url originale il 27 luglio 2018).
- (EN) Walsingham, T., Revision of the West-Indian Micro-Lepidoptera with descriptions of new species (PDF), in Proceedings of the Zoological Society of London, vol. 1897, Londra, Longmans, Greens & Co., 18 gennaio 1897,  pp. 54-183, ISSN 0370-2774 (WC · ACNP), LCCN 86640154, OCLC 71115093.
- (DE) Zeller, P. C., Versuch einer naturgemässen Eintheilung der Schaben (PDF), in Isis von Oken, vol. 39, Lipsia, Brockhaus, 1839,  pp. 167–220, LCCN 03001744, OCLC 79278878.

### Testi
- (FR) Bourgogne, J., Ordre des Lépidoptères, in P. Grasse (a cura di), Traité de Zoologie: anatomie, systématique, biologie, collana Mémoires de l'Institut océanographique, n. 19, volume 10: Insectes, Parigi, Masson, 1951,  pp. 175–448, ISBN non esistente, OCLC 11807259.
- (EN) Capinera, J. L. (Ed.), Encyclopedia of Entomology, 4 voll., 2nd Ed., Dordrecht, Springer Science+Business Media B.V., 2008,  pp. lxiii + 4346, ISBN 978-1-4020-6242-1, LCCN 2008930112, OCLC 837039413.
- Castiglioni, L. & Mariotti, S., IL - Vocabolario della lingua latina, Brambilla, A. & Campagna, G., 30ª ristampa, Torino, Loescher, 1983  [1966],  p. 2493, ISBN 978-88-201-6657-1, LCCN 76485030, OCLC 848632390.
- (EN) Common, I. F. B., Moths of Australia, Slater, E. (fotografie), Carlton, Victoria, Melbourne University Press, 1990,  pp. vi, 535, 32 con tavv. a colori, ISBN 978-0-522-84326-2, LCCN 89048654, OCLC 220444217.
- (EN) Davis, D. R., Heliozelidae, in Hodges, R. W. et al. (Eds) Check list of the Lepidoptera of America north of Mexico: including Greenland, Londra / Washington, D.C., E.W. Classey / Wedge Entomological Research Foundation, giugno 1983,  pp. xxiv + 284, ISBN 978-0-86096-016-4, OCLC 9748761.
- (DE) Fischer von Röslerstamm, J. E., Abbildungen zur Berichtigung und Ergaenzung der Schmetterlingskunde, besonders der Microlepidoptereologie, als Supplement zu Treitschke's und Huebner's "Europaeischen Schmetterlingen", mit erlaeuterndem Text, herausgegeben von J.E. Fischer, Edlen von Roeslerstamm (...), Lipsia, J. C. Hinrich, 1843  [1838],  p. 304, ISBN non esistente, OCLC 458010956.
- (EN) Grimaldi, D. A.; Engel, M. S., Evolution of the insects, Cambridge [U.K.]; New York, Cambridge University Press, maggio 2005,  pp. xv + 755, ISBN 978-0-521-82149-0, LCCN 2004054605, OCLC 56057971.
- (LA) Haworth, A. H., Lepidoptera Britannica: sistens digestionem novam Insectorum Lepidopterorum quae in Magna Britannia reperiuntur: larvarum pabulo, temporeque pascendi; expansione alarum; mensibusque volandi; synonymis atque locis observationbusque variis, Vol. 4, Londra, J. Murray, 1828  [1812],  p. 620, ISBN non esistente, OCLC 9258731.
- (DE) Herrich-Schäffer, G. A. W., Systematische Bearbeitung der Schmetterlinge von Europa, zugleich als Text, Revision und Supplement zu Jakob Hübner's Sammlung europäischer Schmetterlinge (PDF), Hübner, J., vol. 5, Ratisbona, In Commission bei G. J. Manz, 1853  [1843-1856],  p. 394, DOI:10.5962/bhl.title.67734, ISBN non esistente, LCCN ca07003057, OCLC 63606435.
- (EN) Kristensen, N. P. (Ed.), Handbuch der Zoologie / Handbook of Zoology, Band 4: Arthropoda - 2. Hälfte: Insecta - Lepidoptera, moths and butterflies, Kükenthal, W. (Ed.), Fischer, M. (Scientific Ed.), Teilband/Part 35: Volume 1: Evolution, systematics, and biogeography, ristampa 2013, Berlino, New York, Walter de Gruyter, 1999  [1998],  pp. x, 491, ISBN 978-3-11-015704-8, OCLC 174380917.
- (EN) Meyrick, E., Exotic Microlepidoptera, Vol. 4, Londra, E. W. Classey Ltd., 1930-36,  p. 642, ISBN non esistente, LCCN 73420356, OCLC 923574154.
- (EN) Naumann, I. D. (Ed.), The Insects of Australia: a textbook for students and research workers, Slater, E. (fotografie), Vol. 2, (2nd edn.), Carlton, Victoria e Londra, Melbourne University Press & University College of London Press, 1991,  p. 1137, ISBN 9780522844542, OCLC 25292688.
- (EN) Needham, J. O., Frost, S. W. & Tothill, B., Leaf-mining Insects, Baltimora, The Williams & Wilkins Company, 1928,  pp. viii, 351, DOI:10.5962/bhl.title.6488, ISBN non esistente, LCCN 28013104, OCLC 1533611.
- (EN) Nielsen, E. S., Edwards, E. D. & Rangsi, T. V., Checklist of the Lepidoptera of Australia, collana Monographs on Australian Lepidoptera, Vol. 4, Collingwood, Victoria, CSIRO Publishing, gennaio 1996,  pp. xiv, 529, ISBN 9780643050280, LCCN 97175120, OCLC 34848324.
- (EN) Powell, J. A. & Opler, P. A., Moths of Western North America, Berkeley, California, University of California Press, maggio 2009,  pp. xiii, 369 pages, 132, ISBN 978-0-520-25197-7, LCCN 2008048605, OCLC 646846811.
- Schenkl, F.; Brunetti, F., Dizionario Greco-Italiano/Italiano-Greco, a cura di Meldi, D., collana La creatività dello spirito, Berrettoni G. (nota bibliografica), La Spezia, Casa del Libro - Fratelli Melita Editori, dicembre 1991  [1990],  pp. xviii, 972, 14 tavv., 538, ISBN 978-88-403-6693-7, OCLC 797548053.
- (EN) Scoble, M. J., The Lepidoptera: Form, Function and Diversity, seconda edizione, London, Oxford University Press & Natural History Museum, 2011  [1992],  pp. xi, 404, ISBN 978-0-19-854952-9, LCCN 92004297, OCLC 25282932.
- (DE) Spuler, A., Die Schmetterlinge Europas (PDF), Ernst Hofmann, Bd. 2, Stoccarda, E. Schweitzerbart'sche Verlagbuchhandlung, 1910,  p. 523, DOI:10.5962/bhl.title.9477, ISBN non esistente, OCLC 3144043.
- (EN) Stehr, F. W. (Ed.), Immature Insects, 2 volumi, seconda edizione, Dubuque, Iowa, Kendall/Hunt Pub. Co., 1991  [1987],  pp. ix, 754, ISBN 978-0-8403-3702-3, LCCN 85081922, OCLC 13784377.
- (EN) Walker, F., List of the Specimens of Lepidopterous Insects in the Collection of the British Museum (PDF), Gray, J. E., Vol. 30, Londra, order of the Trustees, 1864  [1854-66],  pp. 836–1096, DOI:10.5962/bhl.title.58221, ISBN non esistente, LCCN agr04000350, OCLC 9610924.